# ستيف جاكوبس
ستيف جاكوبس (بالإنجليزية: Steve Jacobs)‏ هو مخرج أمريكي، ولد في 8 يناير 1967 في نيو هيفن في الولايات المتحدة.

## وصلات خارجية
- ستيف جاكوبس على موقع IMDb (الإنجليزية)
- ستيف جاكوبس على موقع ألو سيني (الفرنسية)
- ستيف جاكوبس على موقع أول موفي (الإنجليزية)
- ستيف جاكوبس على موقع أول موفي (الإنجليزية)
- ستيف جاكوبس على موقع قاعدة بيانات الأفلام السويدية (السويدية)
- ستيف جاكوبس على موقع قاعدة بيانات الفيلم (الإنجليزية)
- ستيف جاكوبس على موقع كينوبويسك (الروسية)